# Коровяк обыкновенный
Коровя́к обыкнове́нный, или Медве́жье у́хо (лат. Verbáscum thápsus) — двулетнее травянистое растение; вид рода Коровяк (Verbascum) семейства Норичниковые (Scrophulariaceae). Крупное растение высотой до 2 метров и более, покрытое войлочным опушением, с собранными в колосовидное соцветие жёлтыми цветами и плодом в виде коробочки.
Коровяк обыкновенный распространён почти повсюду в мире. Природный ареал — Макаронезия, Евразия. Занесён и натурализовался в Австралии и Новой Зеландии, в Северной и Южной Америке.
Используется как декоративное и лекарственное растение.

## Название
Родовое название Verbascum происходит от лат. barba «борода», что связано с опушённостью растения. Видовой эпитет thapsus был впервые использован Теофрастом для неизвестной травы около греческого поселения
Тапсос (Θάψος) возле Сиракуз.

## Ботаническое описание

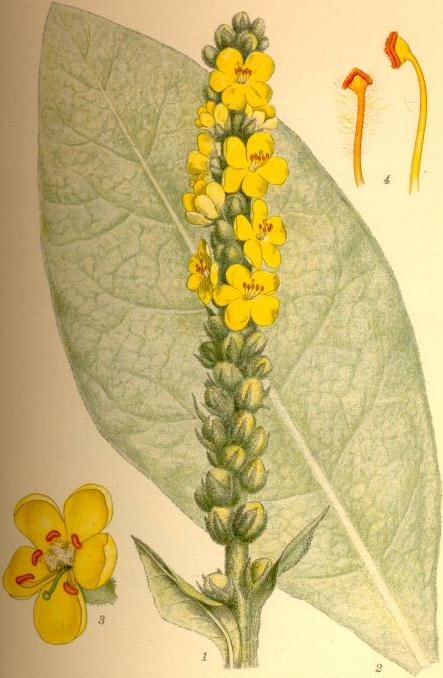
Ботаническая иллюстрация из книги К. А. М. Линдмана Bilder ur Nordens Flora. 1917—1926

Всё растение обильно покрыто неопадающим, пепельно-белым, реже светло-желтоватым, густым войлочным опушением и лишено железистых волосков. Стебли прямостоячие, облиственные. Листья продолговатые, цельнокрайные или городчатые; прикорневые листья черешчатые, длиной 15—30 см и шириной 5—10 см с черешками 3—6 см длиной, пластинка продолговатая, 15—30 см длиной, 5—10 см шириной, тупая или с коротким остриём на верхушке, городчатая или почти цельнокрайная. Стеблевые листья на более коротких черешках или сидячие, низбегающие, верхние листья сидячие, короткие, заострённые.
Соцветие в виде густой, верхушечной, колосовидной кисти, почти цилиндрической и не ветвящейся. Цветки собраны пучками в нижней части кисти, по 4—7 в пучке, в верхней части кисти по 1—4 цветка в пучке; сидячие, цветоножки короче чашечки, разделённой до основания на 5 линейных долей. Цветки пентамерные: имеют 5 тычинок и пятилепестковый венчик ярко-жёлтого цвета, шириной 1,5—3 см. Тычинки делятся на два типа: три верхние — более короткие, чем нижние, покрыты беловатыми либо жёлтыми волосками; нижние две тычинки имеют голые нити и более крупные пыльники, чем верхние тычинки.
Также известна белоцветковая форма V. thapsus f. candicans
Хромосомное число 2n=32,34,36.
|                                                                       |  |  |  |
| Слева направо: прикорневые листья, стеблевые листья, соцветие, семена |  |  |  |

## Хозяйственное значение и использование
С коровяка пчёлы собирают пыльцу в большом количестве. А иногда сплошь забивают ею соты.
В народной медицине отвар соцветий и листьев коровяка используется для лечения геморроя.

## Классификация

### Таксономия
- Verbascum thapsus L., 1753, Sp. Pl. : 177

Вид Коровяк обыкновенный включается в род Коровяк (Verbascum) семейства Норичниковые (Scrophulariaceae) порядка Ясноткоцветные (Lamiales), последовательно входящего в более крупные клады Ламииды → Астериды → Суперастериды → Эвдикоты → Цветковые растения. Таксономическая схема в соответствии с Системой APG IV по состоянию на июнь 2024 года:
|  |                          |  |                                   |                                   |                        |  | еще 23 семейств | еще 23 семейств |                          |  |                         |  | еще 743 подтвержденных вида и 161 вид, ожидающий подтверждения | еще 743 подтвержденных вида и 161 вид, ожидающий подтверждения |  |
|  |                          |  |                                   |                                   |                        |  | еще 23 семейств | еще 23 семейств |                          |  |                         |  | еще 743 подтвержденных вида и 161 вид, ожидающий подтверждения | еще 743 подтвержденных вида и 161 вид, ожидающий подтверждения |  |
|  |                          |  |                                   | порядок Ясноткоцветные            |                        |  |                 |                 | род Коровяк              |  |                         |  |                                                                |                                                                |  |
|  |                          |  |                                   | порядок Ясноткоцветные            |                        |  |                 |                 | род Коровяк              |  | 2 внутривидовых таксона |  |                                                                |                                                                |  |
|  | клада Цветковые растения |  |                                   |                                   | семейство Норичниковые |  |                 |                 | вид Коровяк обыкновенный |  |                         |  |                                                                |                                                                |  |
|  | клада Цветковые растения |  |                                   |                                   |                        |  |                 |                 |                          |  |                         |  |                                                                |                                                                |  |
|  |                          |  | ещё 63 порядка цветковых растений | ещё 63 порядка цветковых растений |                        |  |                 | еще 59 родов    | еще 59 родов             |  |                         |  |                                                                |                                                                |  |
|  |                          |  |                                   | ещё 63 порядка цветковых растений |                        |  |                 |                 | еще 59 родов             |  |                         |  |                                                                |                                                                |  |

### Внутривидовые таксоны
- Verbascum thapsus subsp. montanum (Schrad.) Bonnier & Layens
- Verbascum thapsus subsp. thapsus